# Brantingtorget

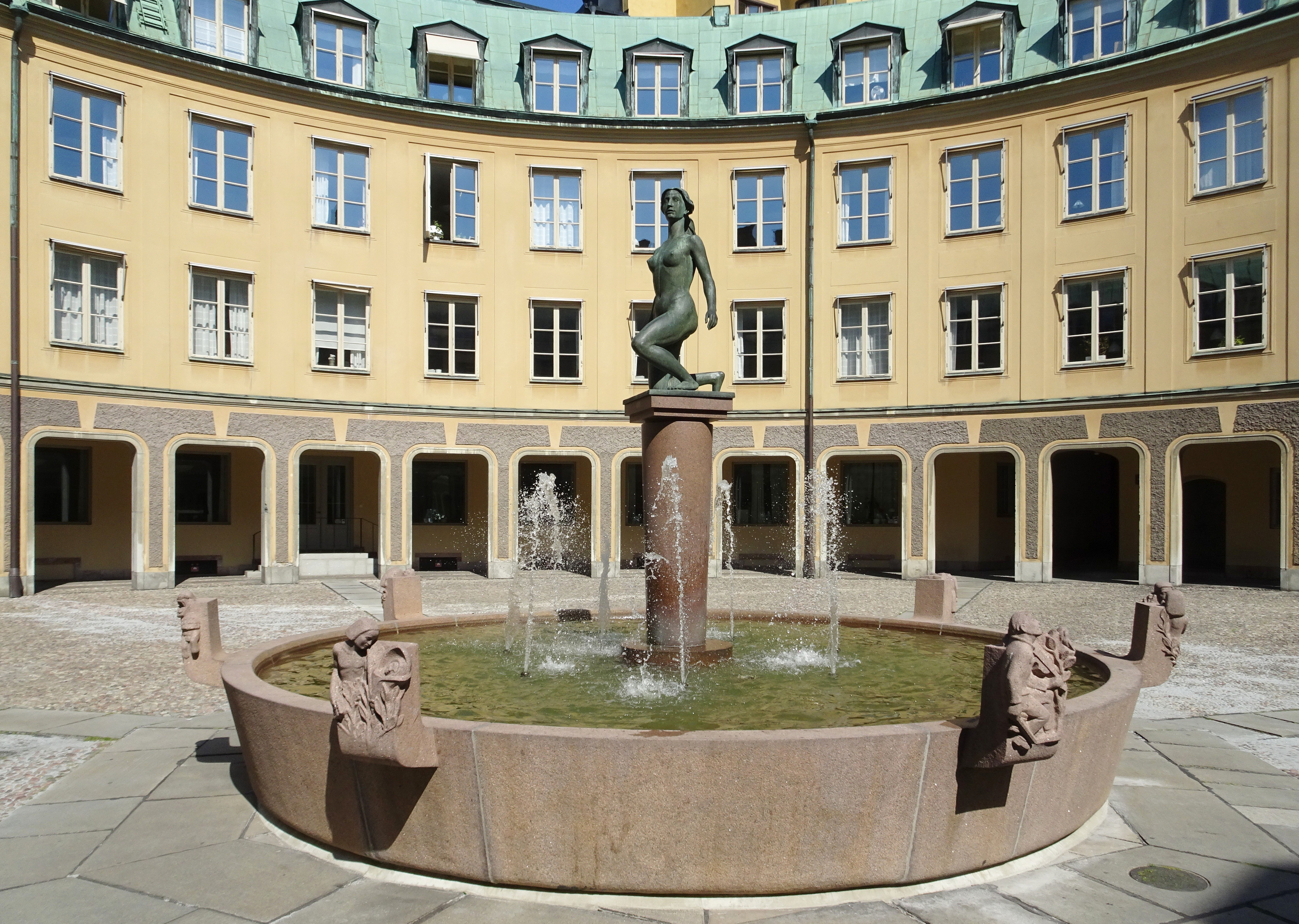
Brantingtorget med skulpturen "Morgon".

Brantingtorget är den runda platsen i Kvarteret Cephalus i Gamla stan, Stockholm.
Torget fick sitt namn efter Hjalmar Branting och ligger inne i Förvaltningshuset (tidigare Kanslihusannexet) som begränsas av Myntgatan, Salviigränd, Västerlånggatan och Storkyrkobrinken. Kvarterets bebyggelse revs 1945 i samband med uppförandet av Kanslihusannexet, som hade ritats av Arthur von Schmalensee. Von Schmalensees byggnad har en cirkelrund stenlagd innergård med en diameter av drygt 30 meter, därunder befinner sig ett garage. Inspiration kom från den cirkelrunda Politigården i Köpenhamn byggd 1924. Gårdens mitt smyckas av Ivar Johnssons skulptur “Morgon” som restes 1962.
Brantingtorget kan nås av allmänheten från Västerlånggatan via de tidigare gränderna Klockgjutargränd, Kolmätargränd och Stenbastugränd som försvann när Förvaltningshuset byggdes.